# Clateus
Clateus († 64 in Brescia) war ein früher christlicher Heiliger und Märtyrer. Der Überlieferung zufolge war er erster Bischof der Stadt Brescia und soll der Neronischen Christenverfolgung zum Opfer gefallen sein. Als sein Nachfolger im Bischofsamt wird Viator genannt.
Gedenktag des Heiligen ist der 4. Juni.